# ちこり村
ちこり村（ちこりむら）は、岐阜県中津川市にある、産業観光施設（教育型観光生産施設）。株式会社サラダコスモが運営する。

## 概要
もやし、スプラウト、カット野菜などを製造販売するサラダコスモが、2006年12月に中津川市の本社跡地に開業した施設である。
「ちこり」はチコリーのことであり、ちこり村の施設内で生産されている。

## 施設概要
バーバーズダイニング
- 地元の野菜を中心にした農家手作り家庭料理のレストラン（ビュッフェレストラン）。

ちこちこ焼酎蔵
- チコリーを原材料とする焼酎を製造。

マルシェ
- カフェスタンド、パン工房の他、地元の野菜、サラダコスモが生産するチコリー、ニンニク、加工品などを販売。

貸しホール
- 大ホールと小ホールがある。

新杵堂本社
ちこり生産ファーム

## 利用案内
- 開館時間：8:30 - 17:00
- 休館日：年末年始
- 入館料：無料

## 交通アクセス

### 公共交通機関
- 北恵那交通坂本三坂線、「中津川インター口」バス停下車、徒歩約5分。

### 自動車
- 中央自動車道中津川ICより車で約10分。